# Okano
Pour les articles homonymes, voir Okano.
 (décembre 2011).
Si vous disposez d'ouvrages ou d'articles de référence ou si vous connaissez des sites web de qualité traitant du thème abordé ici, merci de compléter l'article en donnant les références utiles à sa vérifiabilité et en les liant à la section « Notes et références ».
Le département de l'Okano est l'une des cinq subdivisions de la province du Woleu-Ntem, dans le Nord du Gabon. Il tire son nom de l'Okano, qui le traverse avant de se déverser dans l'Ogooué.
Limité à l'ouest par le département du Haut-Komo et la province de l'Estuaire, au nord par les départements du Woleu et du Haut-Ntem, à l'est et au sud respectivement par les provinces de l'Ogooué-Ivindo et du Moyen-Ogooué, l'Okano est à 90 % couvert de forêt. Son chef-lieu est Mitzic, sa principale agglomération.